# La Nouvelle-Beauce
La Nouvelle-Beauce es un municipio regional de condado (MRC) de Quebec en Canadá. Está ubicado en la región administrativa de Chaudière-Appalaches. La sede y municipio más poblado es Sainte-Marie.

## Geografía

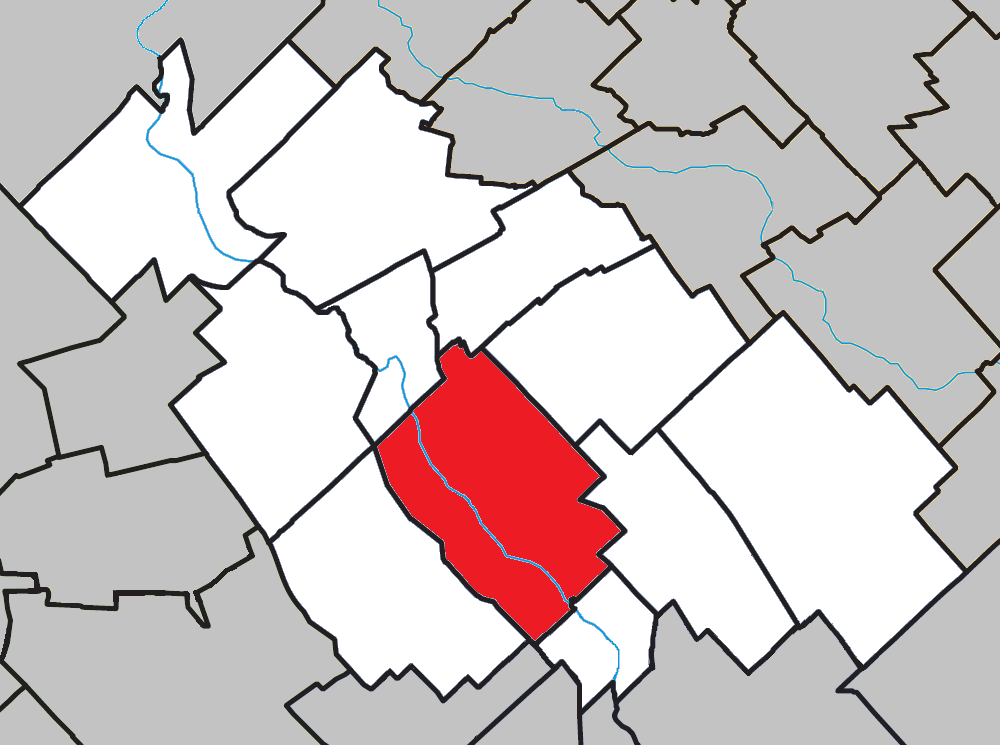
MRC de La Nouvelle-Beauce, en rojo Sainte-Marie

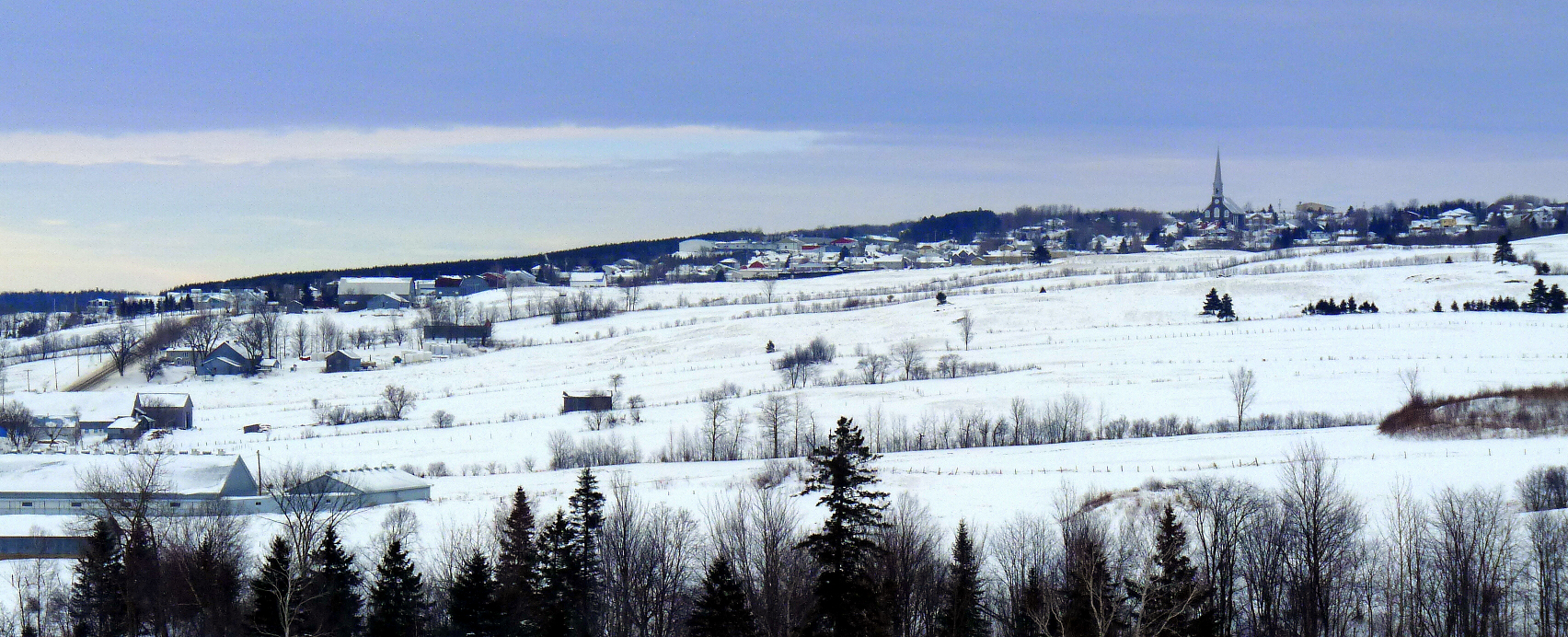
Sainte-Hénédine

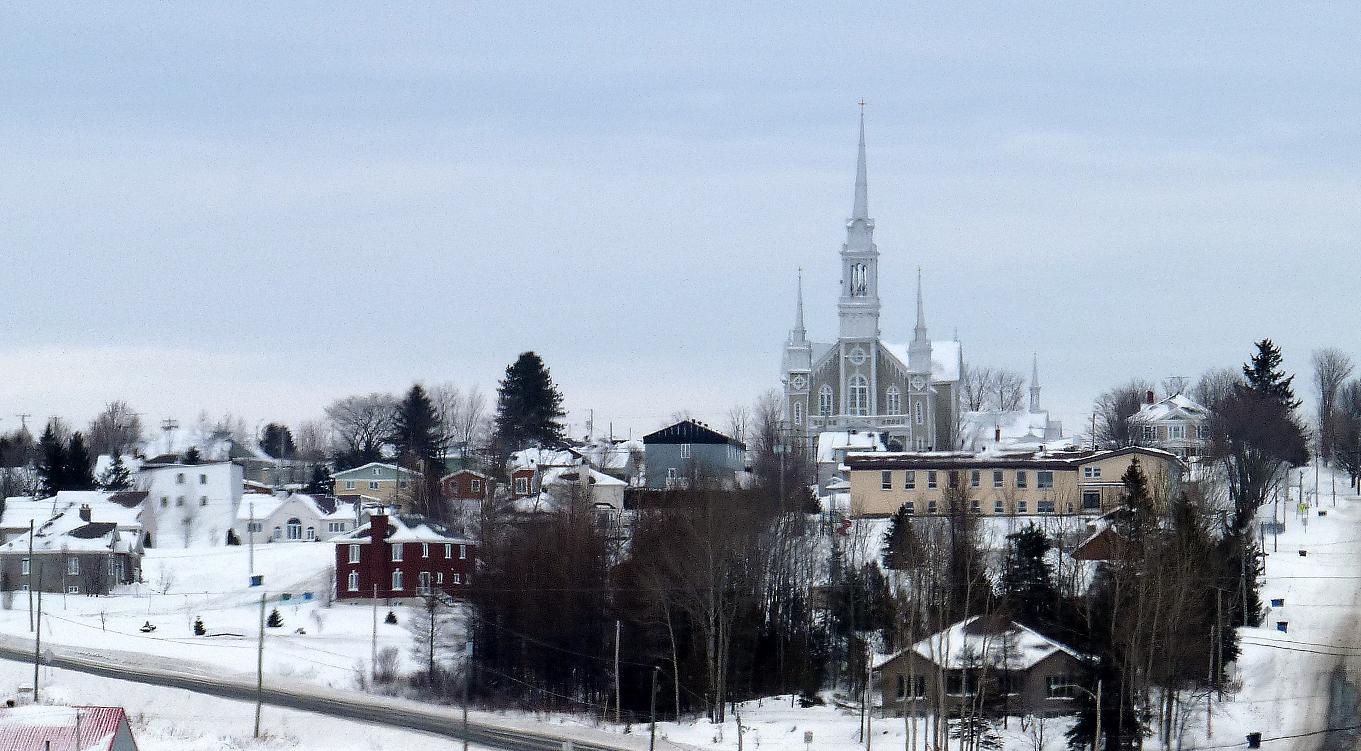
Saints-Anges

El MRC está ubicado en la parte central de Chaudière-Appalaches 35 km al sur de la ciudad de Quebec, en el valle del río Chaudière, más abajo de Robert-Cliche y más arriba  de la ciudad de Lévis río abajo. Limita al noroeste con la ciudad de Lévis, al norte y noreste con el MRC de Bellechasse, al sureste con Robert-Cliche y al suroeste con Lotbinière. Su superficie total es de 915 km², de los cuales 905 km² son tierra firme. El MRC se encuentra en el valle del Chaudière, en las colinas de Beauce y en la planicie de los Apalaches.

## Historia

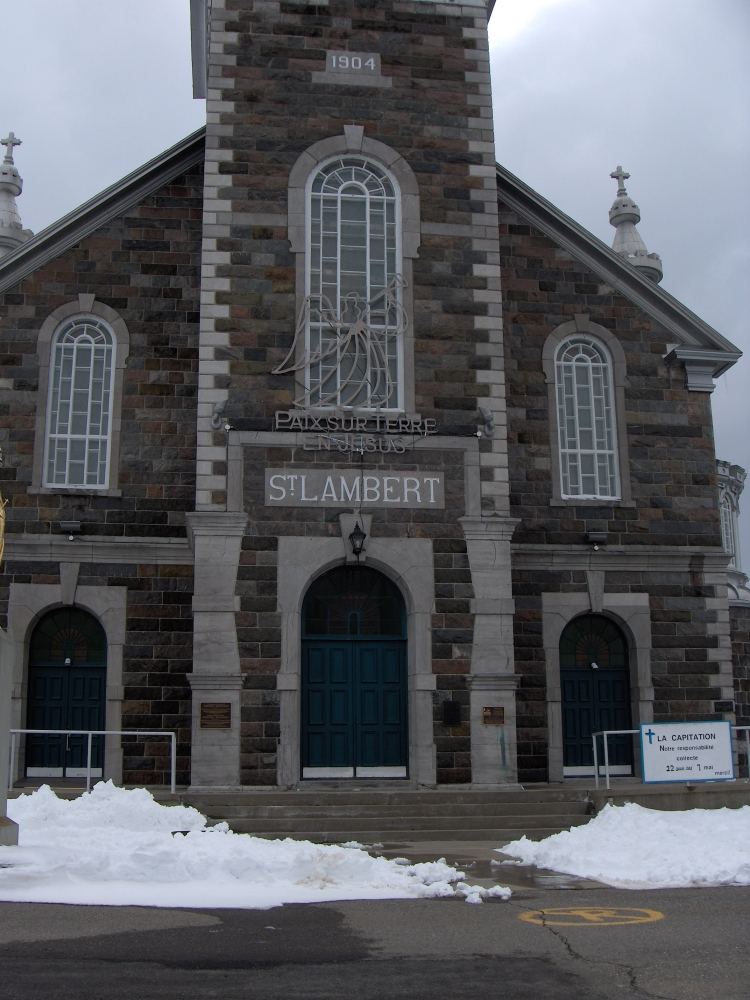
Iglesia de Saint-Lambert-de-Lévis

El MRC de Nueva Beauce, constituido en 1982, sucedió al antiguo condado de Dorchester pero cubrió solamente una parte de su territorio. Su topónimo es mismo que el primero nombre francés de la región histórica de Beauce, que se llamada Nouvelle-Beauce en Nueva Francia en 1739. En 2002, cuando la nueva ciudad de Lévis fue formada por la fusión de todos los municipios en la ribera sur de la región metropolitana de Quebec, el municipio de Saint-Lambert-de-Lauzon, que formó parte del antiguo MRC de Cataratas de Chaudière, se unió al MRC de La Nouvelle-Beauce.

## Política
El prefecto actual (2015) es Richard Lehoux, alcalde de Saint-Elzéar. 
El territorio del MRC forma parte de las circunscripciones electorales de Beauce-Nord a nivel provincial y de Beauce y Lotbinière–Chutes-de-la-Chaudière a nivel federal.

## Demografía
Según el censo de Canadá de 2011, había 35 107 habitantes en este MRC. La densidad de población era de 38,7 hab./km². La población aumentó de 3692 personas (11,8 %) entre 2006 y 2011. En 2011, el número total de inmuebles particulares era de 14 975, de los que 14 098 estaban ocupados por residentes habituales, los otros siendo desocupados o segundas residencias. La población es en mayoría francófona y rural.
Evolución de la población total, 1991-2015

## Economía
La economía local es basada sobre la agricultura y la industria de transformación, particularmente la panadería, el madera y los productos metálicos.

## Comunidades locales
Hay 11 municipios en el territorio del MRC de La Nouvelle-Beauce.
| Código | Nombre                  | Tipo      | Fecha de constitución | Sup. total (km²) | Sup. agua (km²) | Sup. tierra (km²) | Población 2015 | Gentilicio (en francés) | Densidad (hab./km²) | DT | Número de concejales | CEP         | CEF                                       |
| ------ | ----------------------- | --------- | --------------------- | ---------------- | --------------- | ----------------- | -------------- | ----------------------- | ------------------- | -- | -------------------- | ----------- | ----------------------------------------- |
| 26005  | Frampton                | Municipio | 01.07.1855            | 151,72           | 0,91            | 150,81            | 1412           | Framptonnien, neo       | 9,4                 | S  | 6                    | Beauce-Nord | Beauce                                    |
| 26010  | Saints-Anges            | Parroquia | 29.12.1880            | 69,59            | 0,29            | 69,30             | 1178           | Angelinois, e*          | 17,0                | S  | 6                    | Beauce-Nord | Beauce                                    |
| 26015  | Vallée-Jonction         | Municipio | 22.03.1989            | 25,95            | 0,72            | 25,23             | 1982           | Valléen, ne*            | 78,6                | S  | 6                    | Beauce-Nord | Beauce                                    |
| 26022  | Saint-Elzéar            | Municipio | 30.11.1994            | 87,29            | 0,04            | 87,13             | 2286           | Elzéarois, e*           | 26,2                | S  | 6                    | Beauce-Nord | Beauce                                    |
| 26030  | Sainte-Marie            | Ciudad    | 15.04.1978            | 109,12           | 1,86            | 107,26            | 13 585         | Mariverain, e*          | 126,7               | S  | 6                    | Beauce-Nord | Beauce                                    |
| 26035  | Sainte-Marguerite       | Parroquia | 01.07.1855            | 83,25            | 0,25            | 83,00             | 1088           | Margueritois, e*        | 13,1                | S  | 6                    | Beauce-Nord | Beauce                                    |
| 26040  | Sainte-Hénédine         | Parroquia | 01.07.1855            | 51,31            | 0,02            | 51,29             | 1253           | Hénédinois, e*          | 24,4                | S  | 6                    | Beauce-Nord | Beauce                                    |
| 26048  | Scott                   | Municipio | 29.03.1995            | 32,21            | 0,74            | 31,47             | 2303           | Scottois, e*            | 73,2                | S  | 6                    | Beauce-Nord | Beauce                                    |
| 26055  | Saint-Bernard           | Municipio | 09.05.1987            | 90,82            | 1,14            | 89,68             | 2194           | Bernardin, e*           | 24,5                | S  | 6                    | Beauce-Nord | Beauce                                    |
| 26063  | Saint-Isidore           | Municipio | 22.09.1993            | 102,66           | 0,15            | 102,51            | 3026           | Isidorois, e*           | 29,5                | D  | 6                    | Beauce-Nord | Beauce                                    |
| 26070  | Saint-Lambert-de-Lauzon | Municipio | 01.07.1855            | 109,78           | 2,75            | 107,03            | 6632           | Lambertin, e*           | 62,0                | S  | 6                    | Beauce-Nord | Lotbinière–Chutes-de-la-Chaudière         |
| 260    | La Nouvelle-Beauce      | MRC       | 01.01.1982            | 913,64           | 8,87            | 904,77            | 36 939         | -                       | 40,8                | …  | …                    | Beauce-Nord | Beauce, Lotbinière–Chutes-de-la-Chaudière |

DT división territorial, D distritos, S sin división; CEP circunscripción electoral provincial, CEF circunscripción electoral federal; * Oficial, ⁰ No oficial